# قبس رائع
قبس رائع (الاسم العلمي:Phlox superba) هو نوع من النباتات يتبع جنس القبس من الفصيلة البولامونيونية.